# Маяк (Свердловская область)
Маяк — посёлок в Камышловском районе Свердловской области России, входит в состав «Обуховского сельского поселения».

## Географическое положение
Посёлок Маяк муниципального образования «Камышловский муниципальный район» расположен в 20 километрах (по автотрассе в 23 километрах) к западу-юго-западу от города Камышлов, на правом берегу реки Большая Калиновка (левый приток реки Пышма). В окрестностях посёлка, в 1,5 километрах расположен пруд, а в 1,5 километрах железнодорожная станция Пышминская Свердловской железной дороги.

## История посёлка
В настоящий момент посёлок входит в состав муниципального образования «Обуховское сельское поселение».

## Население
| 2002 | 2010 | 2021 |
| ---- | ---- | ---- |
| 99   | ↘76  | ↘64  |